# Чёрный, Иосиф Яковлевич
Иосиф Яковлевич Чёрный (также также Иосиф Иуда Яковлевич Чёрный; 20 апреля 1837, Минский уезд, Минская губерния — 28 апреля 1880, Одесса, Херсонская губерния) — российско-еврейский путешественник и этнограф, исследователь кавказских (горских) евреев.

## Биография
Родился в 1835 году в Минске. Родители прочили его в винокуры, но страсть к путешествиям побудила молодого Иосифа направиться без всяких средств на Кавказ, где он занялся изучением общественного, религиозного и семейного быта местных евреев, которые считали себя потомками десяти колен Израилевых.
Поместил в разных еврейских изданиях: «Ха-Магид», «Ha-Karmel», «Ха-Мелиц», «Neueste Post» и других, ряд статей о жизни дагестанских, бухарских и персидских евреев; описывая их тяжёлое экономически-правовое положение, а также их низкий умственный уровень, он обращался к разным лицам и учреждениям, с просьбой содействовать улучшению быта этих отдалённых еврейских общин, и вступил по этому поводу в переписку с С. Д. Луццатто, М. И. Заксом, председателем «Alliance Israélite» Адольфом Кремьё и другими. Публиковался также на идише.
В 1864 году Чёрный обратился к «Обществу для распространения просвещения между евреями», прося оказать ему содействие в задуманном им более детальном обследовании жизни и исторического прошлого евреев Кавказа и Закавказского края. Рекомендательные письма Общества ко многим видным административным лицам помогли ему получить от бывшего тогда наместником Кавказа великого князя Михаила Николаевича и начальников отдельных областей Закавказского края открытые листы к местным административным властям с поручением оказывать Чёрному содействие и покровительство.
Путешествовал по Кавказу и Закавказью свыше десяти лет, после чего вернулся в конце 1879 года в Одессу, чтобы привести в порядок и опубликовать накопившийся у него ценный историко-этнографический материал. Смертельная болезнь (чахотка горла) не дала ему возможности закончить свой труд, и перед смертью он завещал весь собранный им материал «Обществу просвещения». Умер в 1880 году в Одессе.

## Публикации
Чёрный печатал отчёты ο своих путешествиях:
- в еврейских изданиях: «Ха-Магид», «Ha-Karmel», «Ха-Мелиц», «Neueste Post» и других;
- в русских изданиях: в «Терских ведомостях» («Краткие исторические сведения ο горских евреях», 1869) в «Сборнике сведений ο кавказских горцах», выпуск III, 1—44 (1870), а также в «Кавказе» (1875) и др.[1]

### Посмертные публикации
На средства «Общества просвещения» и под редакцией А. Я. Гаркави была опубликована в двух частях (Sefer Ha-Massaoth, 1884) лишь та часть записок Чёрного, которая имела непосредственное отношение к быту и истории кавказских евреев. Этот материал распадается на две категории:
- 1) собранные путешественником письменные памятники кавказских евреев, относящиеся к последним трём столетиям;
- 2) устные рассказы туземцев об их прошлом и имеющие значительный этнографически-бытовой интерес собственные наблюдения Чёрного над экономическим и религиозно-духовным бытом горских евреев.[1]

Особенно подробно Чёрный останавливается в своих записках на быте и особенностях евреев, населявших Дагестанскую область и Кутаисскую губернию.

## Неопубликованное
На начало XX века неопубликованными оставались записки Чёрного, содержавшие сведения ο других племенах, населявших Кавказ, генеалогические таблицы местных княжеских родов (в том числе родословная князей Багратионов, считавших себя потомками царя Давида) и др.